# Congreso Solvay

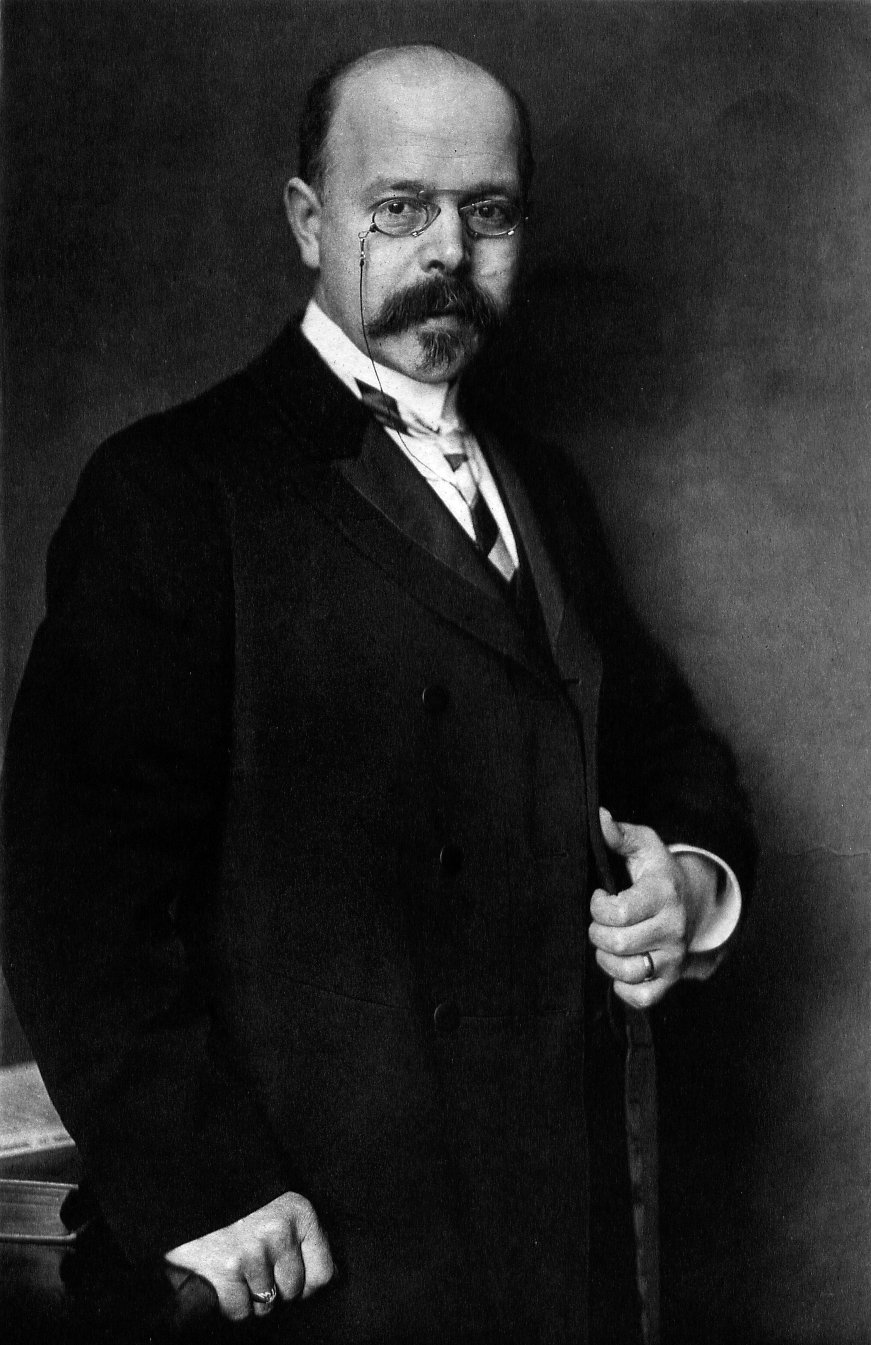
Walther Nernst, iniciador de los congresos Solvay. Fotografía de Nicola Perscheid, 1906.

Los congresos Solvay (también llamados conferencias Solvay) son una serie de conferencias científicas que han sido celebradas desde 1911. Al comienzo del siglo XX, estos congresos reunían a los más grandes científicos de la época, permitiendo avances muy importantes en la física y en la química. Pudieron ser organizados gracias al mecenazgo de Ernest Solvay, químico e industrial belga.
Después del éxito inicial de la primera conferencia, las conferencias Solvay han sido dedicadas a problemas abiertos tanto en la física como en la química. Estos congresos se celebran cada tres años. La 23.ª conferencia Solvay tuvo lugar en Bruselas entre el 1 y el 3 de diciembre de 2005, sobre el tema La estructura cuántica de espacio y tiempo.

## Primer congreso

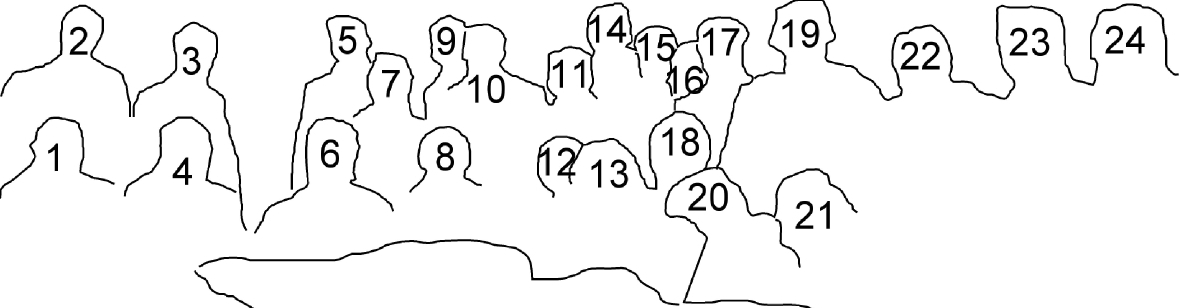
Participantes de la conferencia de 1911

El primer congreso tuvo lugar en el Hotel Metropole de Bruselas entre el 29 de octubre y el 4 de noviembre de 1911; el presidente de la conferencia fue Hendrik Lorentz. El tema principal fue la Radiación y los cuantos. Esta conferencia consideró los problemas de tener dos ramas, la física clásica y la teoría cuántica. Albert Einstein era el segundo físico más joven de todos los presentes (después de Frederick Lindemann). Otros miembros importantes de este primer congreso Solvay fueron Marie Curie y Henri Poincaré.
1. Walther Nernst
2. Robert Goldschmidt
3. Max Planck
4. Marcel Brillouin
5. Heinrich Rubens
6. Ernest Solvay
7. Arnold Sommerfeld
8. Hendrik Antoon Lorentz
9. Frederick Lindemann
10. Maurice de Broglie
11. Martin Knudsen
12. Emil Warburg
13. Jean Perrin
14. Friedrich Hasenöhrl
15. Georges Hostelet
16. Edouard Herzen
17. James Hopwood Jeans
18. Wilhelm Wien
19. Ernest Rutherford
20. Marie Curie
21. Henri Poincaré
22. Heike Kamerlingh Onnes
23. Albert Einstein
24. Paul Langevin

## Segundo congreso

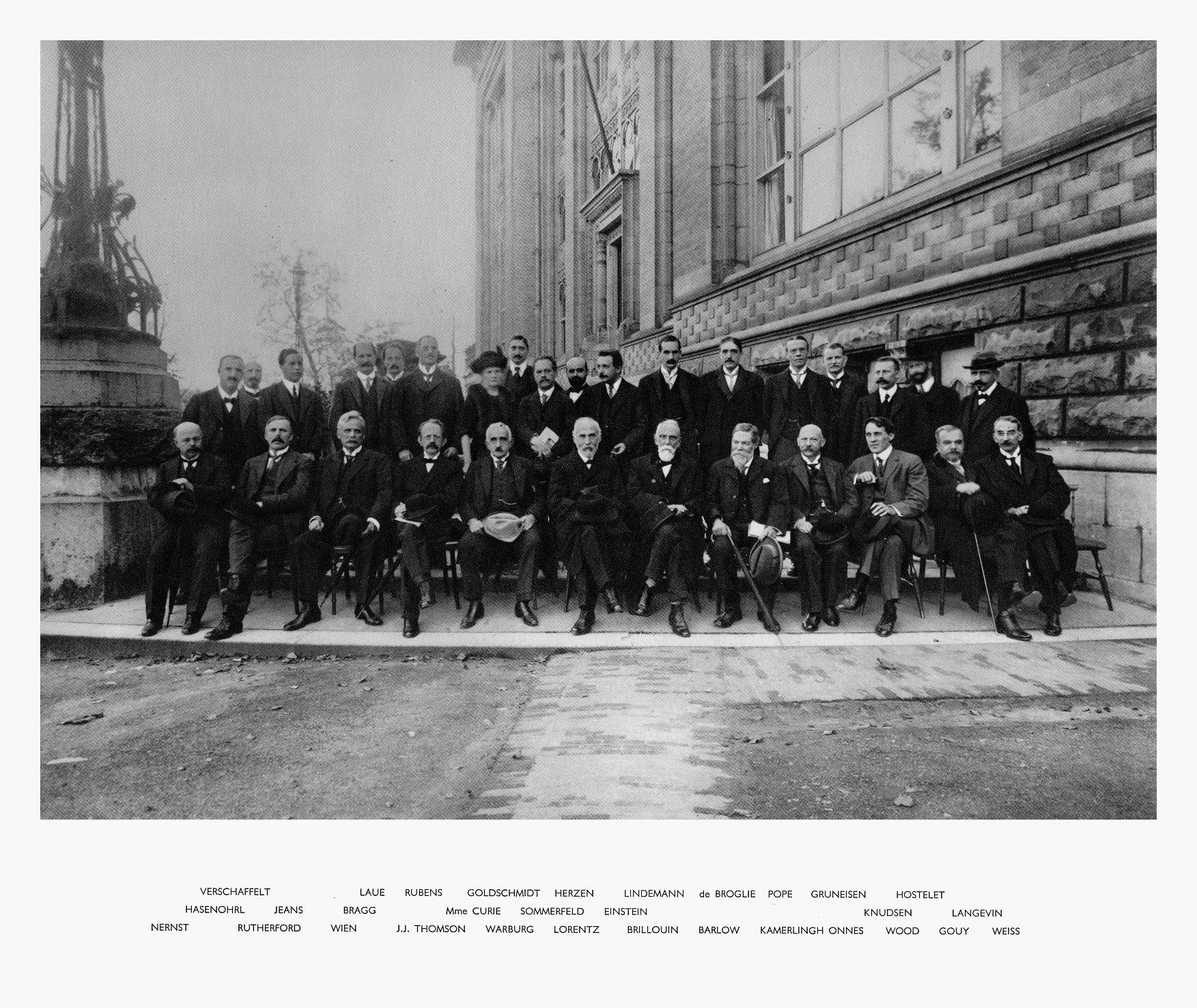
Segundo congreso (1913)

La segunda conferencia, celebrada en 1913, tenía por tema principal La estructura de la materia.
De pie, de izquierda a derecha: Jules-Émile Verschaffelt, Max von Laue, Heinrich Rubens, Robert Goldschmidt, Edouard Hertzen, Frederick Lindemann, Maurice de Broglie, William Jackson Pope, Eduard Grüneisen y Georges Hostelet.
Sentados, primera fila, de izquierda a derecha: Fritz Hasenöhrl, J. H. Jeans, William Lawrence Bragg, Marie Curie, Arnold Sommerfeld, Albert Einstein, Martin Knudsen y Paul Langevin.
Sentados, segunda fila, de izquierda a derecha: Walther Nernst, Ernest Rutherford, Wilhelm Wien, Joseph John Thomson, Emil Warburg, Hendrik Lorentz, Léon Brillouin, W. Barlow, Heike Kamerlingh Onnes, R. W. Wood, G. Gouy y Pierre-Ernest Weiss.

## Tercer congreso

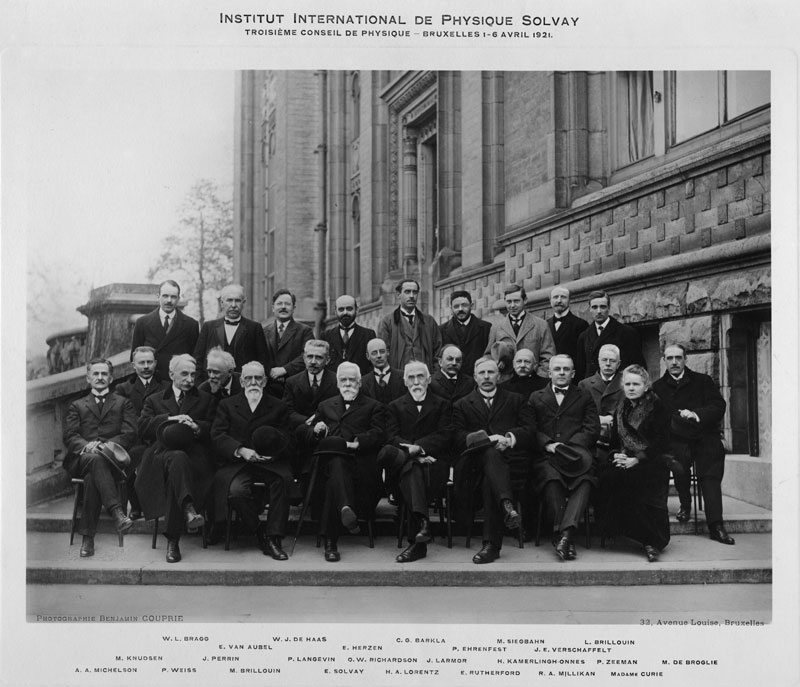
Tercer congreso (1921)

A esta conferencia que tuvo lugar en 1921 no fue invitado ningún científico alemán, porque el recuerdo de la Primera Guerra Mundial era muy reciente. Así pues los científicos alemanes fueron perjudicados; sin embargo, esta ausencia provocó que la calidad de la conferencia bajara considerablemente, porque solamente en las universidades alemanas existía un progreso importante en el campo de la física moderna (teoría cuántica, teoría de relatividad). El tema de la conferencia fue Átomos y electrones.
De pie, de izquierda a derecha: William Lawrence Bragg, Wander Johannes de Haas, Charles Glover Barkla, Karl Manne Siegbahn y Léon Brillouin.
Sentados, de izquierda a derecha: Albert Abraham Michelson, Martin Knudsen, Jean Perrin, Marcel Brillouin, Paul Langevin, Ernest Solvay, Owen Willans Richardson, Hendrik Antoon Lorentz, Joseph Larmor, Ernest Rutherford, Heike Kamerlingh Onnes, Robert Andrews Millikan, Pieter Zeeman, Marie Curie y Maurice de Broglie.

## Cuarto congreso

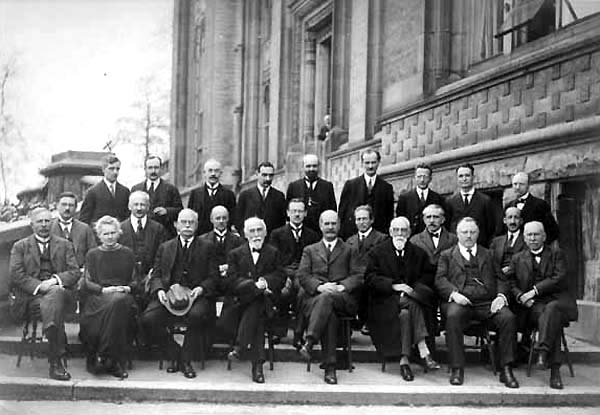
Cuarto congreso (1924)

El tema de la cuarta conferencia, celebrada en 1924, fue Conducción eléctrica de los metales.
Los participantes de la conferencia fueron: en la primera fila, de izquierda a derecha: Ernest Rutherford, Marie Curie, Edwin Herbert Hall, Hendrik Antoon Lorentz, William Henry Bragg, Léon Brillouin, Willem Hendrik Keesom y Edmond van Aubel.
En la segunda fila, de izquierda a derecha: Peter Debye, Abram Fjodorowitsch Ioffe, Owen Willans Richardson, W. Broniewski, W. Rosenhain, Paul Langevin y George de Hevesy.

## Quinto congreso
Fue la conferencia más famosa y se celebró en octubre de 1927 en Bruselas. El tema principal fue Electrones y fotones; los mejores físicos mundiales discutieron sobre la recientemente formulada teoría cuántica, dieron un sentido a lo que no lo tenía, construyeron una nueva manera de entender el mundo y se dieron cuenta de que para describir y entender la naturaleza se tenían que abandonar gran parte de las ideas preconcebidas por el ser humano a lo largo de toda su historia.
La anécdota más famosa que ha quedado de esta conferencia fue la protagonizada por Albert Einstein y Niels Bohr cuando discutían acerca del principio de incertidumbre de Heisenberg. Einstein comentó: «Usted cree en un Dios que juega a los dados», a lo que Bohr le contestó: «Einstein, deje de decirle a Dios lo que debe hacer con sus dados».
Fue una generación de oro de la ciencia, posiblemente como no ha habido otra en la historia. Diecisiete de los veintinueve asistentes eran o llegaron a ser ganadores de Premios Nobel, incluyendo a Marie Curie, que había ganado los premios Nobel en dos disciplinas científicas diferentes (Premios Nobel de Física y de Química).
En aquella cita, Irving Langmuir, posteriormente Premio Nobel de Química en 1932, tomó las imágenes.

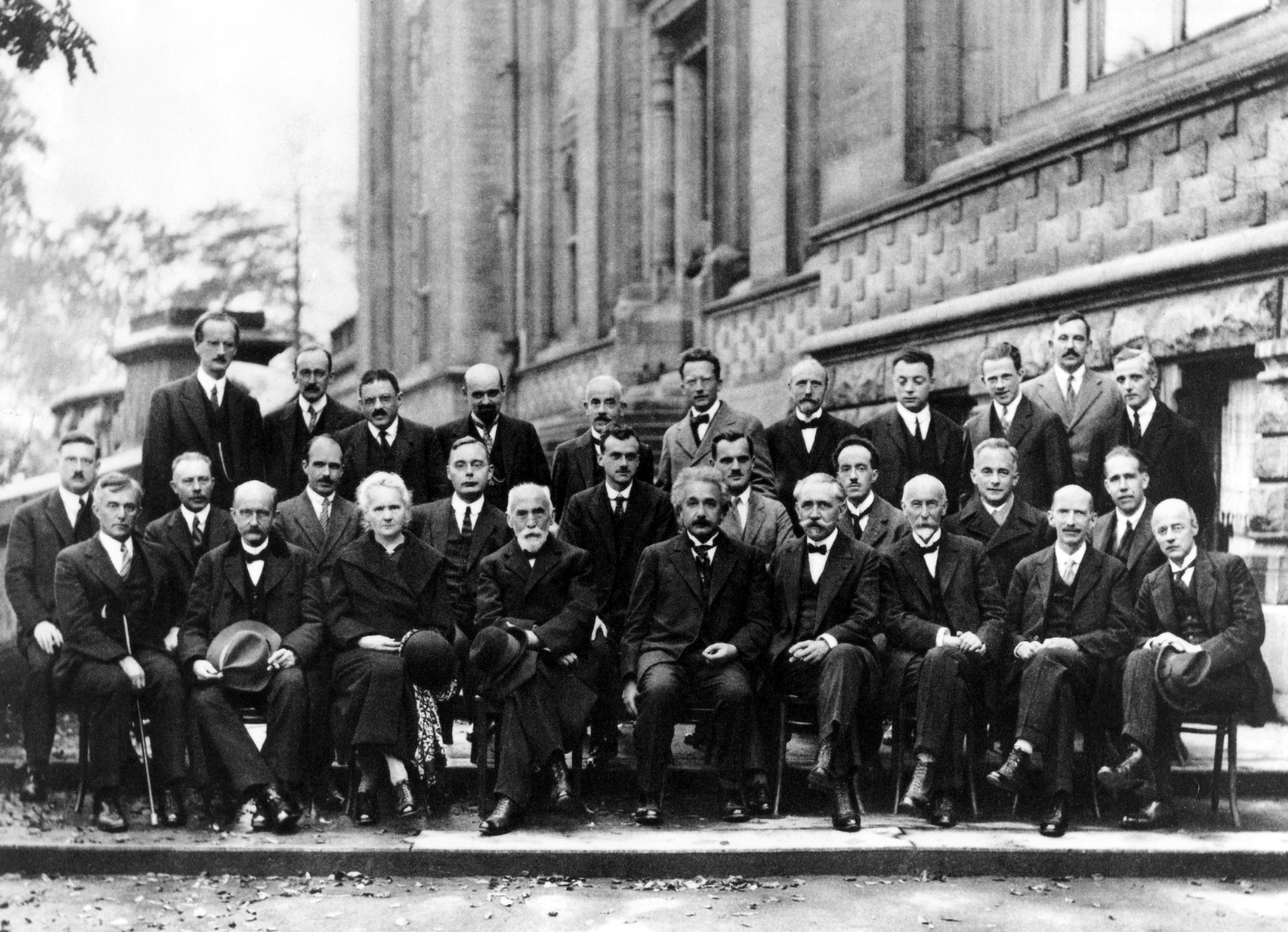
Quinto congreso (1927). Considerada la fotografía más importante y famosa de la historia de la física.

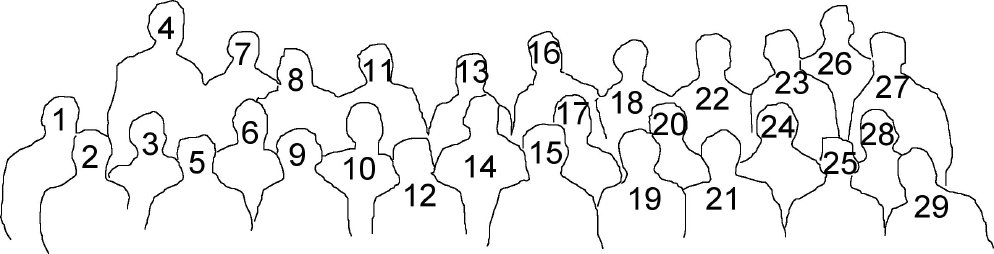
Participantes de la conferencia de 1927

1. Peter Debye
2. Irving Langmuir
3. Martin Knudsen
4. Auguste Piccard
5. Max Planck
6. William Lawrence Bragg
7. Émile Henriot
8. Paul Ehrenfest
9. Marie Curie
10. Hendrik Anthony Kramers
11. Édouard Herzen
12. Hendrik Antoon Lorentz
13. Théophile de Donder
14. Paul Adrien Maurice Dirac
15. Albert Einstein
16. Erwin Schrödinger
17. Arthur Holly Compton
18. Jules-Émile Verschaffelt
19. Paul Langevin
20. Louis-Victor de Broglie
21. Charles-Eugène Guye
22. Wolfgang Pauli
23. Werner Heisenberg
24. Max Born
25. Charles Thomson Rees Wilson
26. Ralph Howard Fowler
27. Léon Brillouin
28. Niels Bohr
29. Owen Willans Richardson

## Sexto congreso

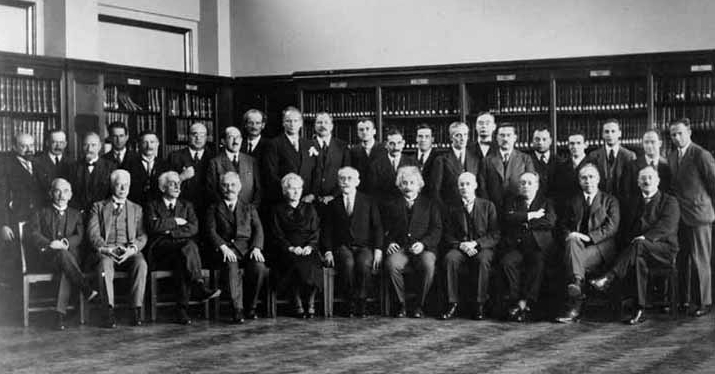
Sexto congreso (1930)

En la sexta conferencia, que tuvo lugar en 1930, el tema principal que trataron los científicos fue el Magnetismo.
De pie, de izquierda a derecha: Edouard Herzen, Émile Henriot, Jules Émile Verschaffelt, Charles Manneback, A. Cotton, J. Errera, Otto Stern, Auguste Piccard, Walther Gerlach, Charles Galton Darwin, Paul Dirac, E. Bauer, Pyotr Leonidovich Kapitsa, Léon Brillouin, Hendrik Anthony Kramers, Peter Debye, Wolfgang Pauli, J. Dorfman, John Hasbrouck van Vleck, Enrico Fermi y Werner Heisenberg.
Sentados, de izquierda a derecha: Théophile de Donder, Pieter Zeeman, Pierre-Ernest Weiss, Arnold Sommerfeld, Marie Curie, Paul Langevin, Albert Einstein, Owen Willans Richardson, Blas Cabrera, Niels Bohr y Wander Johannes de Haas.

## Séptimo congreso

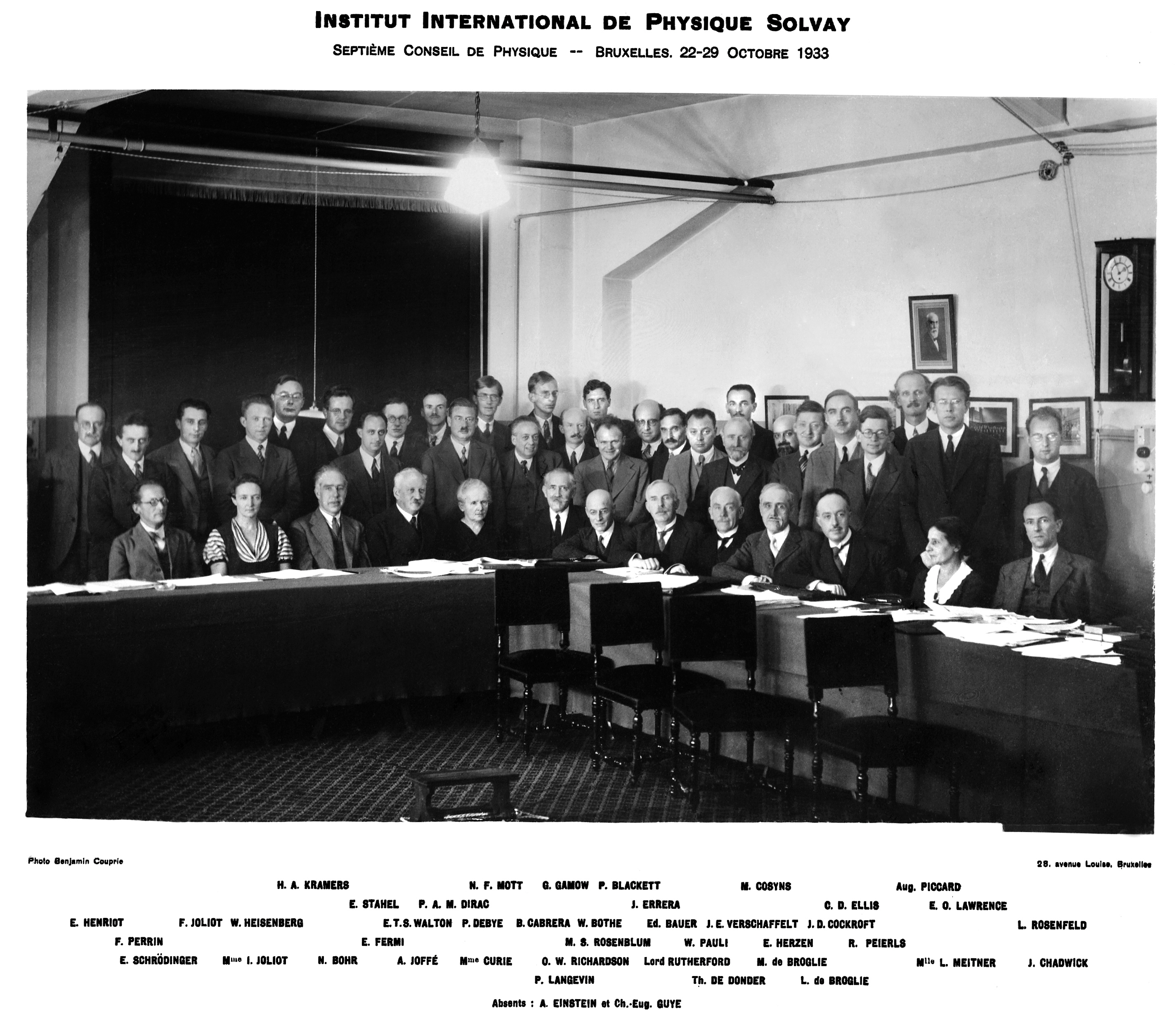
Séptimo congreso (1933)

La séptima conferencia tuvo lugar en 1933 y el tema principal fue la Estructura del núcleo atómico.
Sentados, de izquierda a derecha: Erwin Schrödinger, Irène Joliot-Curie, Niels Henrik David Bohr, Abram Fjodorowitsch Ioffe, Marie Curie, Paul Langevin, Owen Willans Richardson, Ernest Rutherford, Théophile de Donder, Maurice de Broglie, Louis de Broglie, Lise Meitner, James Chadwick. 
De pie de izquierda a derecha: Émile Henriot, Jean Perrin, Jean Frédéric Joliot-Curie, Werner Heisenberg, Hendrik Anthony Kramers, E. Stahel, Enrico Fermi, Ernest Walton, Paul Dirac, Peter Debye, Nevill Francis Mott, Blas Cabrera, George Gamow, Walther Bothe, Patrick Maynard Stuart Blackett, M.S. Rosenblum, Jacques Errera, Ed. Bauer, Wolfgang Pauli, Jules Émile Verschaffelt, Max Cosyns, Edouard Herzen, John Cockcroft, C.D. Ellis, Rudolf Peierls, Auguste Piccard, Ernest Lawrence y Léon Rosenfeld.

## Octavo congreso

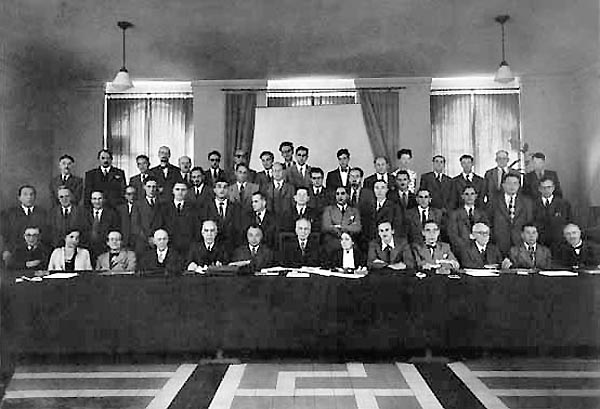
Octavo congreso (1948)

La octava conferencia, celebrada en 1948, tuvo como tema principal las Partículas elementales y sus interacciones.
Sentados, de izquierda a derecha: John Cockcroft, Marie-Antoinette Tonnelat, Erwin Schrödinger, Owen Willans Richardson, Niels Bohr, Wolfgang Pauli, Bragg, Lise Meitner, Paul Adrien Maurice Dirac, Kramers, Théophile de Donder, Walter Heitler y Jules Émile Verschaffelt.
En la segunda fila: Paul Scherrer, Stahel, Kelin, Blackett, Dee, Felix Bloch, Frisch, Rudolf Peierls, Homi Jehangir Bhabha, Robert Oppenheimer, Giuseppe Occhialini, Powell, Hendrik Casimir y Marc de Hemptinne.
En la tercera fila: Kipfer, Pierre Victor Auger, Perrin, Serber, Léon Rosenfeld, Ferretti, Moller y Louis Marie Edmond Leprince-Ringuet. 
En la cuarta fila: Balasse, Flamache, Grove, Goche, Demeur, Ferrera, Vanisacker, VanHove, Edward Teller, Goldschmidt, Marton, Dilworth, Ilya Prigogine, Jules Géhéniau y Henriot, Vanstyvendael.

## Noveno congreso

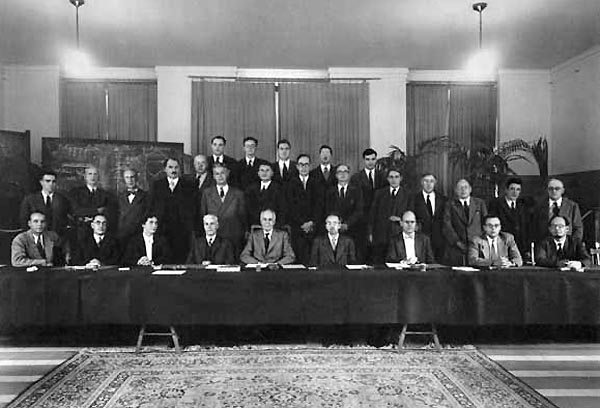
Noveno congreso (1951)

El noveno congreso se celebró en 1951, siendo el tema principal El estado sólido.
Sentados, de izquierda a derecha: Crussaro, Norman Percy Allen, Yvette Cauchois, Borelius, William Lawrence Bragg, Christian Møller, Sietz, John Herbert Hollomon y Frank.
En la segunda fila: Gerhart Rathenau, Koster, Erik Rudberg, Flamache, Goche, Groven, Egon Orowan, Wilhelm Gerard Burgers, William Bradford Shockley, André Guinier, C. S. Smith, Ulrich Dehlinger, Laval y Émile Henriot.
En la tercera fila: Gaspart, Lomer, Alan Cottrell, Georges Homes y Hubert Curien.

## Décimo congreso

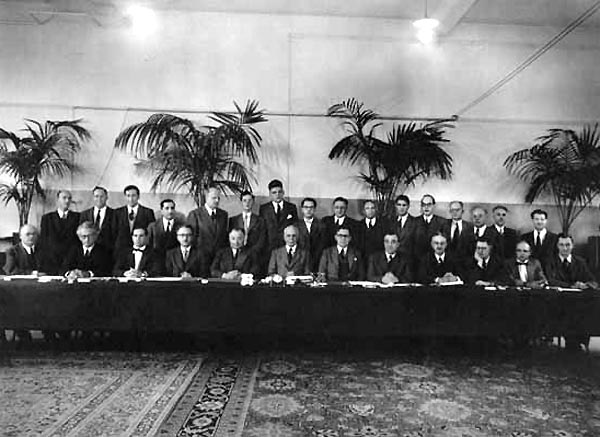
Décimo congreso (1954)

El tema de la décima conferencia celebrada en 1954 fue Electrones en los metales.
Sentados, de izquierda a derecha: Mendelssohn, Frohlich, Pines, Moller, Wolfgang Pauli, Bragg, Nevill Francis Mott, Neel, Meissner, MacDonald, Shull y Friedel.
En la segunda fila, de izquierda a derecha: Gorter, Kittel, Matthias, Ilya Prigogine, Lars Onsager, Pippard, Smit, Fumi, Jones, John Hasbrouk van Vleck, Lowdin, Seeger, Kipfer, Goche, Balasse y Jules Géhéniau.

## Undécimo congreso

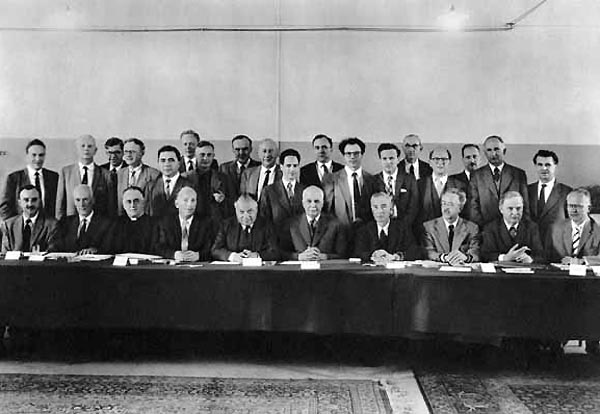
Undécimo congreso (1958)

La undécima conferencia (1958) tuvo como tema principal Estructura y evolución del universo.
Sentados, de izquierda a derecha: William McCrea, Jan Hendrik Oort, Georges Lemaître, Gorter, Wolfgang Pauli, Bragg, Robert Oppenheimer, Moller, Harlow Shapley y Otto Heckmann.
De pie, de izquierda a derecha: Oskar Klein, William Wilson Morgan, Fred Hoyle, Kukaskin, Viktor Hambardsumjan, Hendrik Christoffel van de Hulst, Fierz, Allan Rex Sandage, Walter Baade, Schatzman, John Archibald Wheeler, Hermann Bondi, Thomas Gold, Herman Zanstra, Léon Rosenfeld, Ledoux, Bernard Lovell y Jules Géhéniau.